# 거가대로
거가대로(Geogadae-ro, 巨加大路)는 경상남도 거제시 연초면 송정리 송정 나들목과 부산광역시 강서구 송정동 가덕대교에 이르는 도로이다. 부산과 거제도를 이어주는 도시고속화도로로, 이 도로를 구성하는 주요 시설은 거가대교이다. 2010년 12월 13일 거가대교 개통과 함께 전 구간 개통되었다. 공사기간 6년, 총 사업비 2조 3,000억 원이 투입되었다.
과거 거제도 구간은 장승포 - 장목간도로, 거가대교 및 부산 구간은 거가로로 나뉘어 있었으나, 새주소 정비사업에서 모두 거가대로로 통합되었다. 전 구간 국가지원지방도 제58호선에 속한다.

## 연혁
- 2009년 7월 10일: 2개 이상 시·도에 걸쳐 있는 도로로 거가대로를 고시[2]
- 2009년 9월 29일: 경상남도 거가대로(거제시 연초면 송정리 ~ 장목면 유호리) 16.75km 구간을 자동차 전용도로로 지정[3]
- 2010년 5월 12일: 부산광역시 거가대로 6.406km 구간을 자동차 전용도로로 지정[4]
- 2010년 7월 15일: 거가대로 자동차 전용도로 구간 종점을 거제시 장목면 유호리에서 경상남도·부산광역시 경계로 변경해 3.12km 증가한 19.87km로 지정[5]
- 2010년 12월 14일 : 거가대로 접속도로(장승포 ~ 장목간 도로, 농소 ~ 유호간 도로, 거제시 연초면 송정리 ~ 장목면 유호리) 17.52km 구간 개통[6], 부산 ~ 거제간 연결도로(거제시 장목면 유호리 ~ 경남도계) 3.12km 구간 신설 개통[7], 부산 ~ 거제간 연결도로(천성 ~ 눌차간 도로, 부산광역시 강서구 천성동 가덕해저터널입구 ~ 눌차동 가덕대교) 7km 구간 신설 개통[8], 부산 ~ 거제간 연결도로(가덕대교, 부산광역시 강서구 송정동 ~ 눌차동) 구간 개통[9][10]
- 2010년 12월 22일 : 거가대교 부산광역시 구간 정식 개통[11]
- 2011년 1월 1일: 거가대교 통행료 징수 개시[12][13]

## 경유지
경상남도
- 거제시 (연초면 - 옥포동 - 장목면)

부산광역시
- 강서구 (천성동 - 동선동 - 성북동 - 눌차동 - 송정동)

## 노선
전 구간이 국가지원지방도 제58호선의 일부이다.
- (■): 자동차 전용도로 구간

| 이름                       | 접속 노선                          | 소재지       | 소재지                        | 비고                          |
| -------------------------- | ---------------------------------- | ------------ | ----------------------------- | ----------------------------- |
| 송정 나들목                | 국가지원지방도 제58호선 (거제대로) | 거제시       | 연초면                        | 시점                          |
| 송정터널                   |                                    | 거제시       | 연초면                        | 상행 연장 520m 하행 연장 477m |
| 송정터널                   | 옥포동                             | 거제시       |                               | 상행 연장 520m 하행 연장 477m |
| 덕포교                     |                                    | 거제시       | 연장 620m                     |                               |
| 덕포 교차로                | 옥포대첩로                         | 거제시       |                               |                               |
| 덕포터널                   |                                    | 거제시       | 상행 연장 885m 하행 연장 920m |                               |
| 덕포터널                   | 장목면                             | 거제시       | 상행 연장 885m 하행 연장 920m |                               |
| 대계1교 대계2교 대계3교    |                                    | 거제시       |                               |                               |
| 외포 교차로                | 옥포대첩로                         | 거제시       |                               |                               |
| 외포1교 외포2교 시방교     |                                    | 거제시       |                               |                               |
| 대금 교차로                | 옥포대첩로                         | 거제시       |                               |                               |
| 대금천교 거제휴게소 두모교 |                                    | 거제시       |                               |                               |
| 관포 교차로                | 거제북로                           | 거제시       |                               |                               |
| 신촌교                     |                                    | 거제시       |                               |                               |
| 거제 요금소                |                                    | 거제시       | 가덕방향 차량만 요금 지불     |                               |
| 농소터널                   |                                    | 거제시       | 연장 127m                     |                               |
| 농소교                     |                                    | 거제시       |                               |                               |
| 장목터널                   |                                    | 거제시       | 연장 804m                     |                               |
| 거가대교                   |                                    | 거제시       | 연장 1,645m                   |                               |
| 저도교                     |                                    | 거제시       |                               |                               |
| 저도터널                   |                                    | 거제시       | 상행 연장 290m 하행 연장 278m |                               |
| 거가대교                   |                                    | 거제시       |                               |                               |
| 부산광역시 강서구          | 가덕도동                           |              |                               |                               |
| 부산광역시 강서구          | 가덕도동                           | 중죽도터널   |                               | 연장 280m                     |
| 부산광역시 강서구          | 가덕도동                           | 가덕해저터널 |                               | 연장 3,665m                   |
| 부산광역시 강서구          | 가덕도동                           | 가덕휴게소   |                               | 침매터널 홍보관               |
| 부산광역시 강서구          | 가덕도동                           | 천성회차로교 |                               |                               |
| 부산광역시 강서구          | 가덕도동                           | 가덕 요금소  |                               | 거제방향 차량만 요금 지불     |
| 부산광역시 강서구          | 가덕도동                           | 천성 교차로  | 서천로 천성대항길             |                               |
| 부산광역시 강서구          | 가덕도동                           | 천성교       |                               |                               |
| 부산광역시 강서구          | 가덕도동                           | 가덕터널     |                               | 연장 1,410m                   |
| 부산광역시 강서구          | 가덕도동                           | 성북 교차로  | 성북로                        |                               |
| 부산광역시 강서구          | 가덕도동                           | 눌차대교     |                               |                               |
| 부산광역시 강서구          | 가덕도동                           | 가덕대교     |                               |                               |
| 부산광역시 강서구          | 녹산동                             |              |                               |                               |
| 가락대로와 직결            |                                    |              |                               |                               |

## 같이 보기
- 국가지원지방도 제58호선
- 거가대교
- 가덕대교